# Storhøjfundet
Storhøjfundet (norsk Storhaugfunnet) er en skibsgrav som blev fundet ved Gunnarshøj i Torvastad, Karmøy i Rogaland. Graven blev i første omgang ødelagt af lodsejeren fra omkring 1830, der brugte jorden til andre projekter og brændte de trædele, som han fandt. En lokal lærer kontaktede Bergen Museum i 1880 og Anders Lorange, der endte med at udgrave højen, og fandt et skib, der dog var dårligt bevaret. En doktorafhandling fra 2008 kastede nyt lys over fundene.

## Højen
Storhøjvar en af de største gravhøje i Nord-Rogaland. Den lå på gården Gunnarshaug, på vestsiden af Karmsundet, omtrent 1 kilometer nord for Salhusstraumen, hvor Karmsund bru ligger i dag. Højen lå på en afsats i terrænet, omtrent 20 meter højt, og med udsigt over hele den nordlige del af Karmsundet.

## Udgravning
Efter alt at dømme har højen ligger urørt frem til omkring 1830. På dette tidspunkt begyndte lodsejeren at tage ting fra højen, og han har snart efter fundet resterne af et velbevaret skib. I stedet for at kontakte et museum valgte han i stedet at bruge det som brænde. I årenes løb blev der gjort store indhug i højen, og der kom stadig skibsrester frem, hvilket var alment kendt i området.
I 1880 kom nyheden om fundet af Gokstadskibet. John Døsseland, der var en 22 år gammel lærer i Haugesund, tolkede rygterne om skibsresterne i Storhøj til at det kunne være resterne af et vikingeskib. Han skrev et brev om sagen til Bergen Museum, og fik svar fra konservator Anders Lorange. Her fremgik det, at Lorange mente lød lovende, og han anmodede Døsseland om at udgrave højen.
Døsseland havde af indlysende årsager ingen ekspertise med arkæologiske udgravninger. En dag fandt grundejerens kone en armring i guld i noget af det jord, som Døsseland havde udgravet. Han skrev herefter endnu et brav til Bergen, og Lorange rejste dertil for at foretage resten af udgravningen.

### Loranges beskrivelse
Af Loranges rapport fremgår det at højen på dette tidspunktet var nærmest halvvejs fjernet. Størstedelen af nordsiden var borte, og han kunne studere et nærmest fuldstændig øst-vestgående snit af højen. I midten var en forsænkning som han først tolkede som en plyndringsgrube, men ved nærmere ettersyn så han at forsænkningen var dannet ved at gravkammeret styrtet sammen. Indenunder fandt han kølplankerne på skibet, der lå i en nord-sydlig retning. Parallelt med skibet, var der bygget to kraftige mure af rullesten på hver side af skibe og på disse var der opført et teltformet gravkammer af fyrestammer. Kun lidt af skibet var bevaret, men der fandtes rester af tjære. Højen var opbygget af græs- og lyngtørv, som var lagt med rodsiden opad.
Lorange begyndte at grave sig ind i den sydelige del af højen. Her fandt han en mur, der gik på tværs af de førnævnte mure. Bag denne fandt han store dele af skibet, der dog var dårligt bevaret. I stævnen havde der ligget flere genstande i jern, der var så tærede og korroderede, at de sad sammen som en stor klump af rust. Syd for stævnen fandt han rester af en mindre båd, som tydeligvis var blevet hugget i stykker ved begravelsen. Over båden var der lagt en landgangsplanke med udhuggede trin. Nord for tværmuren blev der funde flere jerngestande, et komplet sæt spillebrikker af rav og blå las, som antageligvis har været Hnèfatafl
Genstandene, særlig guldringen og spillebrikkerne, viser at graven er rejst over et medlem af den allerøverste overklassen, og muligvis en kongelig. Selv mente Lorange at graven var fra vikingetiden, og at den muligvis var rejst over Guttorm Eiriksson, som ble dræbt under i slaget ved Avaldsnes mod sin onkel Håkon den gode.
Lorange publiserte en artikkel om funnet i 1887. Han hadde da vært syk i mange år, og Storhaugfunnet skulle bli hans siste utgravning. Gjenstandene fra funnet ble liggende ubearbeidet i magasinene ved museet.

## Opedals undersøgelser
Først i 1990'erne blev fundet aktuelt igen. Karmøy kommune stillede midler til rådighed til en ny gennemgang af Loranges notater og genstandsmaterialet. Dette blev gjort af arkæologen Arnfrid Opedal, som i 2008 tog doktorgraden med en afhandling om fundet. Opedal fik i forbindelse med gennemgangen af materialet taget flere radiologiske dateringer, som tyder på at graven kunne være fra germansk jernalder. Dette blev bekræftet da Niels Bonde og Frans-Arne Stylegar ved hjælp af dendrokronologi viste at begravelsen fandt sted sommeren 779. Opedal fik også røntgenfotograferet metalgenstandene. De var blevet liggende ukonserverede siden Loranges undersøgelse, og var rustet sammen til store kager af rust. Undersøgelsen viste at det der blandt andet gemte sig flere våben, heriblandt et sværd, af en type som hidtil kun havde været kendt fra Franken.